# 哈勒巴赫河
51°49′46″N 8°37′51″E / 51.82944°N 8.63083°E

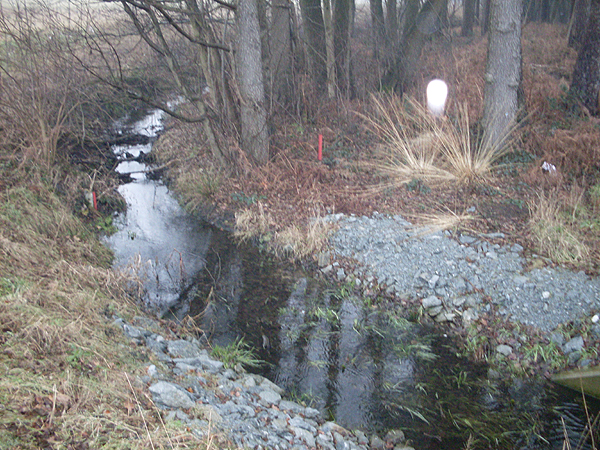

哈勒巴赫河（德語：Hallerbach），是德國的河流，位於該國西部，處於北萊茵-威斯特法倫州，屬於霍爾特巴赫河的右支流，河道全長3公里，發源自赫弗爾霍夫。